# (33353) Chattopadhyay
1998 XU95 (asteroide 33353) é um asteroide da cintura principal. Possui uma excentricidade de 0.07082840 e uma inclinação de 6.67045º.
Este asteroide foi descoberto no dia 15 de dezembro de 1998 por LINEAR em Socorro.